# Las Palmas de Gran Canaria
Las Palmas de Gran Canaria er en by og kommune i det sydvestlige Spanien på øen Gran Canaria i provinsen Las Palmas, De Kanariske Øer. Den har et indbyggertal på 380.436 (2024) indbyggere hvilket gør den til den største by i regionen og den tiende største by i Spanien.
Las Palmas de Gran Canaria er hovedstad på den kanariske ø Gran Canaria i Atlanterhavet. Byen er også hovedstad i provinsen Las Palmas og hovedstad i den autonome region De Kanariske Øer (sammen med Santa Cruz de Tenerife).

## Museum
I Las Palmas finder man flere museer som f.eks Casa Museo Colon (Columbus museum) og modern kunst i Centro Atlantico de Arte Moderno.

## Kvarterer
- Triana
- Vegueta
- Alcaravaneras
- La Isleta
- Tafira
- Guanarteme
- Puerto